# Echinopyrrhosia browni
Echinopyrrhosia browni là một loài ruồi trong họ Tachinidae.